# Henri Clouzot
Pour les articles homonymes, voir Clouzot.
Henri Clouzot, né le 17 septembre 1865 à Niort (Deux-Sèvres) et mort le 24 septembre 1941 à Paris 8e, est un conservateur de musée, journaliste et historien de l'art français,.

## Biographie
Henri Clouzot étudie au lycée Fontanes de Niort puis travaille avec son père, Léon Clouzot, libraire-éditeur à Niort. En 1887, il remplace son père comme membre résident de la Société des Statistiques, lettres, sciences et arts des Deux-Sèvres. Travailleur infatigable, il participe avec des amis à la création de nombreux journaux dont beaucoup seront éphémère comme : Niort-artiste, Le Grain qui n’a pas levé, La Pallice revue, L’Ageasse ou Le Mercure Poitevin. En parallèle, Il écrit des articles pour les journaux locaux le Mémorial des Deux-Sèvres, Royan ou la Revue de l’Ouest, puis, en résidence à Paris, pour L'Opinion, L'Europe nouvelle, La Renaissance de l’art français ou la Gazette des beaux-arts. En 1903, il est membre du Conseil et du Comité d'organisation  de la Revue des études rabelaisiennes créée par Abel Lefranc. De 1908 à 1920, Clouzot est conservateur de la bibliothèque Forney de la ville de Paris puis, de 1920 à 1935, du musée Galliéra, dans lequel il organise et inaugure la première exposition sur L'art dans le cinéma français le 22 mai 1924, et lance en même temps l'idée de la construction d'une cinémathèque. En 1937, il participe à l'organisation de l'Exposition universelle dans la section artisanat.
Il est le père de Marianne Clouzot, artiste peintre, l'oncle d'Henri-Georges Clouzot, réalisateur et producteur de cinémaet le grand-père maternel de Claire Duval- Clouzot
Il est fait officier de la Légion d'honneur en 1926.
Il meurt à son domicile au 14 rue Washington dans le 8e arrondissement de Paris. Il est enterré dans le caveau familial au cimetière ancien de Niort.

## Œuvres

### Articles journalistiques
- Les premiers imprimeurs et libraires de Saint-Jean-d'Angély (1616-1747), extrait du Bulletin du bibliophile, Paris : H. Leclerc et P. Cornuau , 1895.
- Les Représentations dramatiques dans les collèges poitevins, extrait de la Revue du Bas-Poitou, Vannes : impr. de Lafolye , 1900
- Saint-Romain, comédien de province et directeur de la Porte-Saint-Martin (1767-1833), extrait de la Revue d'art dramatique, oct. nov. 1900 [S. l.], 1900
- Essai sur le théâtre populaire poitevin, extrait de la Gazette anecdotique, n° 12, juin 1901, pp. 328-332 [S.l.] , 1901.
- Une dragonnade en Poitou en 1681, extrait du Bulletin de la Société de l'histoire du protestantisme français, mai-juin 1903, Paris : 54, rue des Saints-Pères , 1903.
- Cens et rentes dus au comte de Poitiers à Niort au XIIIe siècle, publiés d'après un manuscrit des Archives nationales et précédés d'une introduction et d'un état de Niort au XIIIe siècle, extrait des Mémoires de la Société des antiquaires de l'Ouest, 1904, Paris : H. Champion , 1904.
- Topographie rabelaisienne, extrait de la Revue des études rabelaisiennes, 2e année, 3e et 4e fasc. Paris : H. Champion, 1904.
- Un marché de relieur sous Louis XIII, extrait du Bulletin du bibliophile, Paris : H. Leclerc, 1905
- Un Ami de Rabelais inconnu, Hilaire Goguet, extrait de la Revue des études rabelaisiennes, 3e année, 1er fascicule, Nogent-le-Rotrou : impr. de Daupeley-Gouverneur , (1905)
- Maîtres et apprentis dans la corporation du livre, extrait du Bulletin du bibliophile, Paris : H. Leclerc , 1905.
- Note sur Brossard de Beaulieu et sur quelques peintres et sculpteurs à Niort au XVIIe et au XVIIIe siècle, Extrait du Bulletin de la Société des antiquaires de l'ouest (1905), Poitiers : impr. de Blais et Roy , (s. d.)
- Le véritable Nom du seigneur de Saint-Ayl, extrait de la Revue des études rabelaisiennes, 3e année, 4e fascicule Paris : H. Champion , 1905
- Antoine Jacquard et les graveurs poitevins au XVIIe siècle, Paris : H. Leclerc, extrait du Bulletin du bibliophile, 1906.
- Artistes huguenots. Les frères Huaud, peintres en émail, extrait du Bulletin de la Société de l'histoire du protestantisme français Nov.-déc. 1906, Paris : Fischbacber , 1907.
- L'Imprimeur du Manuale ecclesiasticum de 1587, documents inédits sur les imprimeurs et libraires de Poitiers à la fin du XVIe siècle, extrait du Bibliographe moderne, 1907, n° 1, Besançon, impr. de Jacquin , 1907.
- Les Bijoux indigènes au Maroc, en Algérie et en Tunisie, extrait du Bulletin de la Société de Géographie de Lille, décembre 1906, Lille, impr. de L. Danel , 1907.
- Les Tournures de Croutelle, extrait du Bulletin du bibliophile Paris, H. Leclerc , 1907.
- Rabelais à Fontenay-le-Comte et le prétendu acte de 1519, Nogent-le-Rotrou : Impr. de Daupeley-Gouverneur, 1908.
- Journal d'un Inspecteur des Théâtres sous la Restauration, extr. du Bulletin de la Société d'Histoire du Théâtre mai-juil., Août-Oct. 1908, [S. l.], 1908.
- La mort de Phèdre, cinquantenaire de Rachel, extrait du Bulletin de la Société de l'Histoire du Théâtre, [S. l.] , 1908.
- Saint-Maur, paradis de salubrité, aménité et délices, extrait de la Revue des études rabelaisiennes, t. VII, 1909, Paris, H. Champion , 1909.
- Un sculpteur de têtes en bois au XVIe siècle, extrait du Bulletin du bibliophile, Paris, H. Leclerc , 1909.
- Les Débuts de l'imprimerie à Luçon, extrait du Bulletin du bibliophile Paris, A. Leclerc , 1911.
- Le musée de la guerre, extr. de l'opinion 16 Mars 1923 [S. l.] , 1923
- Niortaisismes ou singularités du langage niortais, extrait du Bulletin de la Société Historique et scientifique des Deux-Sèvres, 1923, Niort : libr. A. Baussay , 1923.
- Les Voyages de Madame de Maintenon en Poitou et en Saintonge, extrait du Bulletin de la Société historique et scientifique des Deux-Sèvres, Niort : Impr. Saint-Denis , 1938.
- La Poterie de terre dans les Deux-Sèvres, extrait du Mémorial des Deux Sèvres, 27 octobre 1939 (S. l.) , 1941.

### Théâtre
- Niort en scène, revue locale, avec Jean Philippe (1855-1956), Niort : imp. Boureau, 1892.
- Le Miracle des blés, légende poitevine en un acte, Niort : aux bureaux du "Mercure poitevin" , 1898.
- Le Sillon, pièce en trois actes et quatre tableaux, (Théâtre de Niort, 8 novembre 1895), Niort : aux bureaux du "Mercure poitevin" , 1901

### Librettiste
- Après la valse, opérette en 1 acte, musique : Auguste Tolbecque, Paroles : Henri Clouzot, Paris : Veuve Chatot, Niort : Marteau-Faucher, 1895.[lire en ligne]

### Préfacier
- Castel-Pépère, Gustave Doussain (1872-1945), Paris, A. Michel , 1918.
- Architecture et décor des Jardins, Hector Saint Sauveur, Paris : s.n., 1926.

### Éditeur intellectuel
- Oeuvres de François Rabelais, avec Abel Lefranc, Jacques Boulenger, Paul Dorveaux, Jean Plattard, Lazare Sainéan, Honoré et Édouard Champion éditeurs, 5 vol. 1911-1931.